# Virgilio Rosario
Pour les articles homonymes, voir Rosario (homonymie).
Virgilio Rosario  (né à Spolète, dans les États pontificaux, en 1499, et mort à Rome, le 22 mai 1559) est un cardinal italien du XVIe siècle.

## Biographie
Virgilio Rosario est notamment abbé commendataire de S. Maria Rotonda à Naples et chanoine de S. Maria at Martyres (la Rotonda) à Rome. Il est nommé évêque d'Ischia en 1554. Il est consacré le 24 février 1555 par Giovanni Michele Saraceni avec comme co-consécrateurs Ascanio Ferrari (en) et Fabio Mirto Frangipani (en).
Il est créé cardinal par le pape Paul IV lors du consistoire du 15 mars 1557. Le cardinal Rosario est vicaire général perpetuo de Rome et membre de la commission de 4 cardinaux chargée de juger le cas du cardinal Giovanni Girolamo Morone.